# AAM-N-10 Eagle

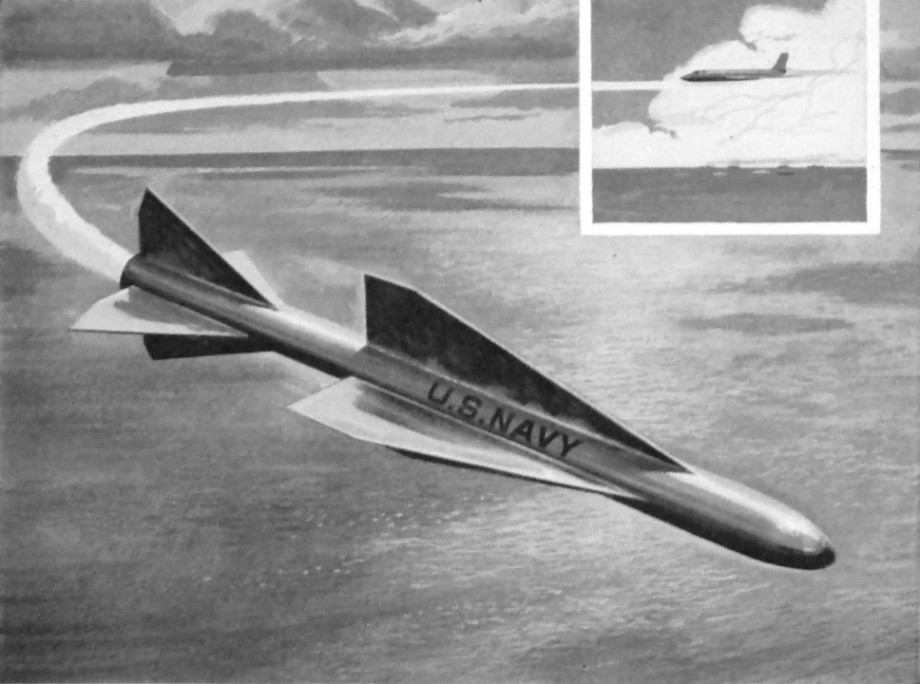
Künstlerische Darstellung der AAM-N-10 Eagle

Die AAM-N-10 Eagle war der Entwurf einer weitreichenden Luft-Luft-Rakete für die United States Navy, die für die Douglas F6D Missileer entworfen wurde.
Die Eagle sollte eine Hochgeschwindigkeitsrakete (bis zu Mach 4,5) werden, die auf extreme Entfernungen (über 100 Seemeilen) gegen sowjetische Bomberverbände eingesetzt werden sollte.
1958 erhielt Bendix den Auftrag über den Bau der Rakete: Grumman sollte das Flugwerk bauen, während Aerojet für das Triebwerk zuständig sein sollte.
Die Eagle sollte einen Booster erhalten, der sie auf Mach 3,5 beschleunigt, danach sollte ein Triebwerk die Geschwindigkeit halten, während die Rakete Höhe aufgibt und Geschwindigkeiten bis zu Mach 4,5 erreicht. Nach einer halbaktiven Phase aktivierte die Eagle bei Annäherung an das Ziel laut Planung ihr eigenes Radar und konnte so autark angreifen.
Die Eagle sollte einen konventionellen Gefechtskopf erhalten, obwohl zeitweise auch über einen Atomsprengkopf nachgedacht wurde.
Im Dezember 1960 wurde das Programm aus Kostengründen komplett gestoppt, ohne dass jemals ein Testflug durchgeführt wurde. Eine Waffe ähnlich der Eagle wurde erst 1974 in die Flotte eingeführt, dies war die AIM-54 Phoenix.